# Ononis cristata
Bugrane à crête, Bugrane du mont Cenis
Espèce
Ononis cristata, la Bugrane à crête ou Bugrane du mont Cenis, est une espèce de plantes à fleurs de la famille des Fabacées. C'est une plante vivace.